# كيفن هولم
كيفن هولم (بالإنجليزية: Kevin Hulme)‏ (2 ديسمبر 1967 في المملكة المتحدة - ) هو لاعب كرة قدم بريطاني في مركز الوسط. لعب مع ماكليسفيلد تاون ونادي بوري ونادي دونكاستر روفرز ونادي يورك سيتي ونادي تشستر سيتي ونادي هاليفاكس تاون ولينكولن سيتي أف سي ونادي ألترينتشام.

## وصلات خارجية
- كيفن هولم على موقع قاعدة بيانات كرة القدم.إي يو (الإنجليزية)